# Oahu-moanalo
Oahu-moanalo (Thambetochen xanion) är en utdöd flygoförmögen fågelart i familjen änder inom ordningen andfåglar endemisk för Hawaiiöarna.

## Utseende och levnadssätt
Moanalor är udda utdöda andfåglar endast kända från subfossila lämningar, ytligt sätt lika gäss men med specialiserade anpassningar till olika sorters föda, vilket påverkat deras utseende till att bli mycket avvikande. Olson & James (1991) ansåg dem så annorlunda från andra andfåglar att de myntade det nyskapade hawaiianska namnet moa-nalo för gruppen, "förlorade fjäderfä". Oahu-moanalon och mauinui-moanalon i släktet ’’Thambetochen’’ var mycket stora, flygoförmögna änder med kraftiga ben och mycket förstorade lameller i näbben som stack ut likt tänder. Oahu-moanalon var mindre och mindre robust än maui-moanalon, med något längre och inte lika nedåtböjd näbb. Liksom sin nära släkting tros den ha varit en låglandsfågel.

## Utbredning och systematik
Arten beskrevs 1991 från subfossila lämningar insamlade vid Barbers Point på ön Oahu. Lämningar har också funnits vid Ulupau Head på samma ö. Studier har visat att de trots det avvikande utseendet evolutionärt utvecklats från simänder i bland annat Anas och är alltså relativt närbesläktade med till exempel gräsanden.

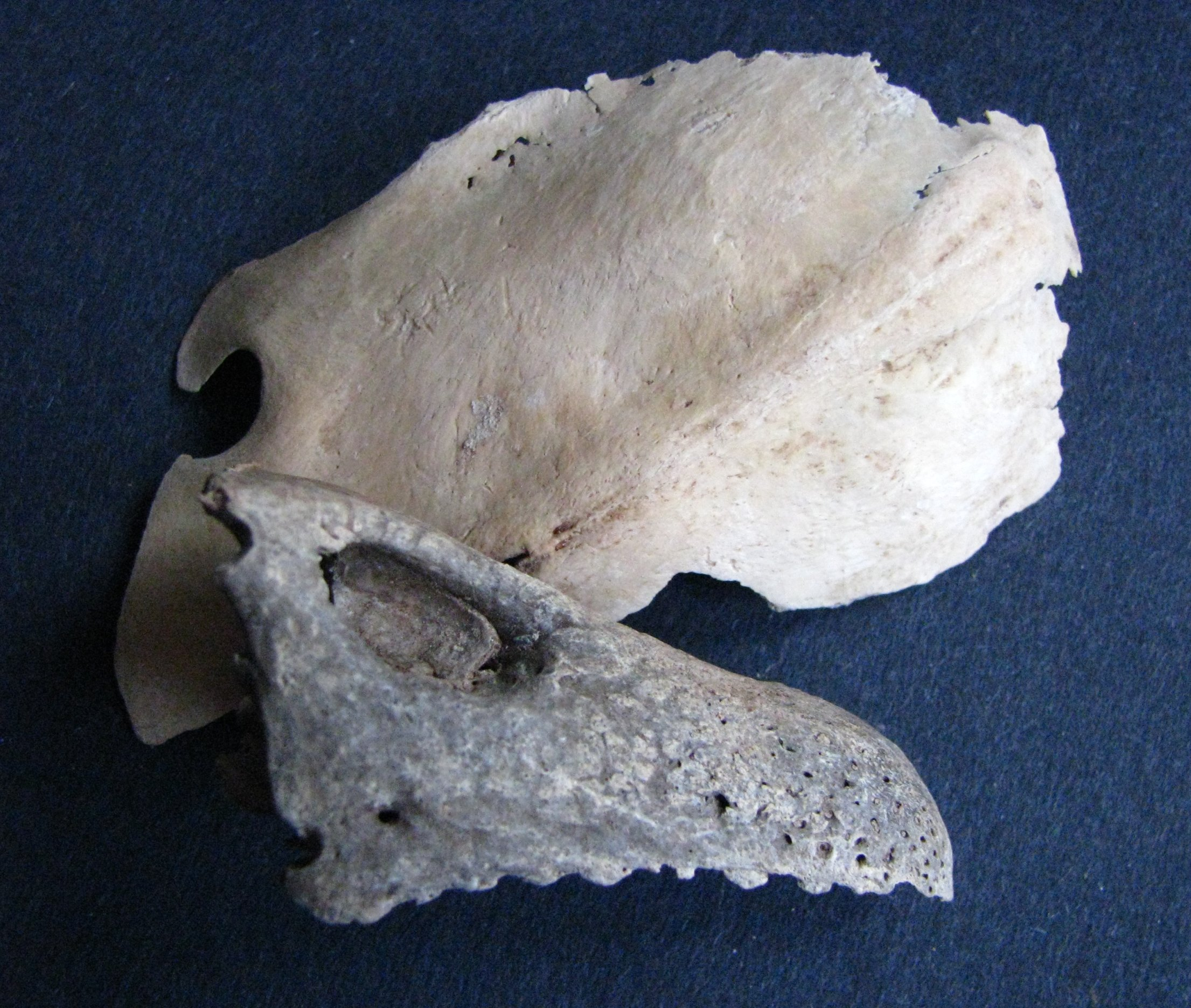
Subfossila lämningar: bröstben (bakre) och rostrum (främre); notera avsaknaden av kam på bröstbenet (vilket är ett tecken på att fågeln inte kan flyga) och de tandlika utskotten på käken.

## Utdöende
Liksom övriga moanalor var arten troligen ett lätt byte för polynesiska jägare när de anlände till ön. Ägg och ungar utsattes också sannolikt för predation av införda polynesiska råttan. Slutligen påverkades den säkerligen av den kraftiga omvandlingen av dess levnadsmiljö som skedde med människans intåg.

## Namn
Artens vetenskapliga namn xanion är grekiska för "kam", en hänvisning till artens beniga, tandlika utskott på käkarna.